# ジョギングクイズ
『ジョギングクイズ』は、1980年4月6日から同年12月28日まで東京12チャンネル（現・テレビ東京）で放送された視聴者参加型のクイズ番組である。放送時間は毎週日曜 11時30分 - 12時00分 (JST) 。

## 概要
ジョギングブームに便乗したクイズ番組だが、内容は1969年にフジテレビ系列局で放送された『世界一周!!ランニングクイズ』のリメイク版である。しかし、「トーナメント形式」「早押し」「連想問題」などと様々な相違点がある。司会は桂三枝（現・6代目桂文枝）と志賀正浩が担当。キャッチフレーズは「知力が勝つか?体力が勝つか?カーター大統領も真っ青!!」。
もう一人のレギュラー出演者の菅えり子は、ジョギングパンツスタイルでレギュラー出演していた。その前、最初は水着で出演していたことがあり、菅の胸のアップから番組が始まったこともあった。
放送開始日には、この番組の前に「野球クイズ一発逆転」、裏でも「家族対抗!!芸能クイズ」(テレビ朝日）、そして12:00からは、「日本縦断クイズ合戦」（TBS）がそれぞれスタートしこの時間帯で一挙に関東地方では4本のクイズ番組がスタートした。

## ルール
出場者は一般参加者が4人。内容はトーナメント形式で、「第1回戦」「決勝戦」と、チャンピオンゲーム「ゴールデンロード」に分かれる。

### 第1回戦
- まず解答者2人がそれぞれのランニングマシーンに乗り、4km/hの速度でマシーンが作動して、解答者は走り出す。そして、両者に25,000円の持ち金が与えられる。
- クイズは「連想早押し」。出題者の出すヒントから連想される言葉が分かったら、早押しで答える。正解したら相手から5,000円奪い、相手のマシーンが2km/h早くなる。逆に不正解の時は、相手に5,000円奪われ、自分が2km/h早くなる。
- 最高速度12㎞/hになると、サイレンがスタジオに鳴り響く（あと1問で敗退という告知でもある）。
- 早く先に5問正解したら勝利、決勝戦へ進出。
- ランニングマシーンから外れて床に足を付けると、その時点で失格となる。

### 決勝戦
- 形式は第1回戦と同じだが、最初の持ち金が50,000円になり、正解すると10,000円奪える（不正解は10,000円奪われる）。速度も当初は第1回戦と同じであったが、後に8km/hからの開始となった(最高速度は16㎞/hになる)。そして5問先に正解したら優勝、「ゴールデンロード」に挑戦。

### その他
- 年に何回か出場者6組による対抗戦をおこなっていた。
- ルールは第1回戦と同じ、5,000円単位争奪戦。
- これを3試合行い、金額の多い出場者が「ゴールデンロード」に挑戦する。
- 同額の場合は3択問題を行い、生き残った1人が優勝となる。

### ゴールデンロード
- 優勝者は合図と共に、100m目指して走り出し、「100m」だと思ったら、早押しボタンを押す。ヒントとして、50mまでは10m毎に距離の告知があった（初期は司会者のいずれかが口頭で、後期は電子音が鳴った）。
- 到達距離が98mから100mなら、大量の紙吹雪がバリ島旅行を獲得。90mから97mなら国内旅行を獲得。それ以外は失敗となる。